# .mg
.mg és el domini de primer nivell territorial (ccTLD) de Madagascar.

## Dominis de segon nivell
Els registres s'accepten directament al segon nivell, o al tercer, per sota dels següents noms de nivell dos:
- .org.mg: Organitzacions
- .nom.mg: Particulars
- .gov.mg: Entitats governamentals
- .prd.mg: Projectes o programes de recerca
- .tm.mg: Marques registrades
- .edu.mg: Institucions educatives
- .mil.mg: Entitats militars
- .com.mg: Comercial (registre sense restriccions)

Per a alguns registres, cal mostrar documents oficials que indiquin l'estat legal de qui fa la reserva.
- .in.mg: Particulars o organitzacions

Nota: ".in.mg" no és de la jerarquia oficial. És un domini (www.in.mg) propietat de ZeitVier Inc., Horakung Corporation, una empresa que proporciona serveis gratuïts de redirecció de subdominis.